# Coordinadora Lurraldea
La Coordinadora Lurraldea fue una organización ecologista creada con el fin de influir en el diseño de las obras de la autovía de Leitzaran a principios de los años 1990. Su principal portavoz fue Jonan Fernández.

## Historia
La autovía de Leitzaran fue un proyecto surgido de los planes mancomunados de las diputaciones de Navarra y Guipúzcoa para mejorar las vías de comunicación entre San Sebastián y Pamplona con una autovía entre Irurzun y Andoáin. Ya desde el inicio de las obras en 1985 surgieron las primeras movilizaciones contra la autovía debido a la problemática medioambiental que suponía la destrucción del único valle sin urbanizar que quedaba en Guipúzcoa. En 1988 se creó la 'Coordinadora Antiautovía' como un movimiento ecologista con un discurso global y unas propuestas concretas sin ningún punto de encuentro con el proyecto institucional. Sin embargo, dentro de este movimiento surgieron concepciones diferentes como la 'Alternativa Lurraldea', con la propuesta de un trazado alternativo que difería del propósito inicial de paralizar las obras.
La autovía inicialmente proyectada pretendía eliminar una de las peñas denominadas 'Dos Hermanas' de la localidad navarra de Irurzun, además de causar graves destrozos en el valle de Leizarán, por lo que se convirtió en un controvertido tema social que generó una agria discusión política, encontrando apoyos a su paralización en organizaciones ecologistas y partidos políticos como Herri Batasuna. Incluso la organización terrorista ETA se involucró, cometiendo diversos sabotajes y asesinando a cuatro personas relacionadas con las obras.
En el tramo guipuzcoano se destinó más de un millón de euros a indemnizaciones por atentados, con cifras similares en el tramo navarro según los boletines oficiales de cada provincia. Desde la izquierda abertzale se insistió en la búsqueda de una alternativa al trazado inicial y la obra dividió a la ciudadanía según su ideología política, más allá de los argumentos sobre su utilidad o sobre su impacto ambiental. En 1990 se creó la 'Coordinadora Lurraldea' con el objetivo, según sus estatutos, de «servir de mediadora social para crear una opinión pública crítica y madura acerca de la controvertida problemática de la mejora de las comunicaciones entre Navarra y Guipúzcoa».
Finalmente el proyecto fue modificado aceptando en parte las propuestas de la 'Coordinadora Lurraldea', con la firma en 1992 de un acuerdo con las instituciones para el diseño de un trazado viario diferente al inicialmente planteado. Tras lo cual Herri Batasuna animó a 'Lurraldea' a convertirse en una organización mediadora en futuras negociaciones entre ETA y el Gobierno. La propuesta fue aceptada y a finales de 1992 se creó Elkarri como un «movimiento social por el diálogo». En ese sentido, Juan María Atutxa, exconsejero de Interior del Gobierno Vasco, manifestó que fueron ETA y su entorno los promotores de la transformación de 'Lurraldea' en un movimiento en favor de la paz y del diálogo que no exigiera como requisito previo la disolución de la organización armada.